# E005 (trasa europejska)
E005 – trasa europejska łącznikowa (kategorii B), biegnąca przez Uzbekistan. Długość trasy wynosi 160 km. Przebieg E005: Guza - Samarkand